# Remóntnoie
Remóntnoie (en rus: Ремонтное) és un poble de l'óblast de Rostov, a Rússia, que el 2017 tenia 6.704 habitants, és la seu administrativa del districte homònim.